# Maurizio Calvesi (Kameramann)
Maurizio Calvesi (* 29. Mai 1954 in Rom, Italien) ist ein italienischer Kameramann.

## Leben
Nachdem Maurizio 1977 mit Kolossal – i magnifici Macisti als hauptverantwortlicher Kameramann debütierte, arbeitete er in den 1980er Jahren hauptsächlich als Kameraassistent. Erst seit Anfang der 1990er Jahre konnte er sich als Kameramann etablieren und drehte unter anderem Ich wollte Hosen, Die Villa und Shadows in the Sun.

## Filmografie (Auswahl)
- 1990: Ich wollte Hosen (Volevo i pantaloni)
- 1991: Schwarzes Herz (Nero come il cuore)
- 1992: Aclàs Abstieg nach Floristella (La discesa di Aclà a Floristella)
- 1998: Die entfesselte Silvesternacht (L'ultimo capodanno)
- 2000: Die Villa (Up at the Villa)
- 2002: Ginostra
- 2004: Preis des Verlangens (Sotto falso nome)
- 2005: Shadows in the Sun (Vengo a prenderti)
- 2007: Valzer
- 2010: Männer al dente (Mine vaganti)
- 2019: Die Göttin Fortuna (La dea Fortuna)
- 2021: Il bambino nascosto
- 2024: Hauptsache Sexy (Pensati sexy)